# París-Roubaix 1911
La París-Roubaix 1911 fou la 16a edició de la París-Roubaix. La cursa es disputà el 27 de març de 1911 i fou guanyada pel francès Octave Lapize, que d'aquesta manera aconseguia la tercera victòria consecutiva a la cursa, un rècord que seria igualat per Francesco Moser en guanyar les edicions de 1978, 1979 i 1980.

## Classificació final
|    | Ciclista             | Equip        | Temps |
| -- | -------------------- | ------------ | ----- |
| 1  | Octave Lapize        | La Française |       |
| 2  | Alphonse Charpiot    | -            |       |
| 3  | Cyrille van Hauwaert | La Française |       |
| 4  | Gustave Garrigou     | Alcyon       |       |
| 5  | René Vandenberghe    | Alcyon       |       |
| 6  | Georges Passerieu    | La Française |       |
| 7  | Georges Triboulard   | -            |       |
| 8  | Constant Niedergang  | -            |       |
| 9  | Maurice Leturgie     | Automoto     |       |
| 10 | Eugène Dhers         | -            |       |